# Bantamvikt i grekisk-romersk stil i brottning vid olympiska sommarspelen 1996
Herrarnas brottningsturnering i grekisk romersk stil i viktklassen bantamvikt vid olympiska sommarspelen 1996 avgjordes i Atlanta i Georgia World Congress Center. 

## Medaljörer
| Klass      | Guld                          | Silver            | Brons               |
| Bantamvikt | Jurij Melnitjenko · Kazakstan | Dennis Hall · USA | Sheng Zetian · Kina |

## Resultat
Guld- och silvermedaljörerna korades genom en klassisk turnering där vinnaren i finalen erhöll guld, och förloraren silver. Förlorarna från omgång ett fram till semifinalen fick återkvala och vinnaren fick till slut brons.
- PA — Vinst genom att motståndaren skadats

### Huvudtabell

#### Runda 1
| Brottare 1                | Poäng  | Brottare 2                 |
| ------------------------- | ------ | -------------------------- |
| Nabil Salhi (TUN)         | 0 - 4  | Aghasi Manukyan (ARM)      |
| Ruslan Khakymov (UKR)     | 5 - 1  | Remigijus Šukevičius (LTU) |
| Alexander Ignatenko (RUS) | 0 - 11 | Jurij Melnitjenko (KAZ)    |
| Marian Sandu (ROU)        | 3 - 2  | Sarkis Elgkian (GRE)       |
| Armando Fernández (MEX)   | 0 - 12 | Rifat Yildiz (GER)         |
| Luis Sarmiento (CUB)      | 5 - 0  | David Maia (POR)           |
| Kenkichi Nishimi (JPN)    | 6 - 17 | Park Chi-Ho (KOR)          |
| Şeref Eroğlu (TUR)        | 0 - 3  | Dennis Hall (USA)          |
| Aigars Jansons (LAT)      | 4 - 3  | Stanisław Pawłowski (POL)  |
| Vilayet Agayev (AZE)      | 4 - 5  | Sheng Zetian (CHN)         |

#### Åttondelsfinaler
| Brottare 1              | Poäng  | Brottare 2            |
| ----------------------- | ------ | --------------------- |
| Aghasi Manukyan (ARM)   | 0 - 11 | Ruslan Khakymov (UKR) |
| Jurij Melnitjenko (KAZ) | 4 - 0  | Marian Sandu (ROU)    |
| Rifat Yildiz (GER)      | 4 - 1  | Luis Sarmiento (CUB)  |
| Park Chi-Ho (KOR)       | 2 - 3  | Dennis Hall (USA)     |
| Aigars Jansons (LAT)    | 1 - 7  | Sheng Zetian (CHN)    |

#### Kvartsfinaler
| Brottare 1            | Poäng | Brottare 2              |
| --------------------- | ----- | ----------------------- |
| Ruslan Khakymov (UKR) | 1 - 8 | Jurij Melnitjenko (KAZ) |
| Rifat Yildiz (GER)    |       | Bye                     |
| Dennis Hall (USA)     |       | Bye                     |
| Sheng Zetian (CHN)    |       | Bye                     |

#### Semifinaler
| Brottare 1              | Poäng | Brottare 2         |
| ----------------------- | ----- | ------------------ |
| Jurij Melnitjenko (KAZ) | 3 - 0 | Rifat Yildiz (GER) |
| Dennis Hall (USA)       | 1 - 0 | Sheng Zetian (CHN) |

#### Final
| Brottare 1              | Poäng | Brottare 2        |
| ----------------------- | ----- | ----------------- |
| Jurij Melnitjenko (KAZ) | 4 - 1 | Dennis Hall (USA) |

### Återkval

#### Omgång 2
| Brottare 1                | Poäng  | Brottare 2                 |
| ------------------------- | ------ | -------------------------- |
| Nabil Salhi (TUN)         | 0 - 11 | Remigijus Šukevičius (LTU) |
| Alexander Ignatenko (RUS) | 2 - 3  | Sarkis Elgkian (GRE)       |
| Armando Fernández (MEX)   | 7 - 3  | David Maia (POR)           |
| Kenkichi Nishimi (JPN)    | 8 - 7  | Şeref Eroğlu (TUR)         |
| Stanisław Pawłowski (POL) | 3 - 4  | Vilayet Agayev (AZE)       |

#### Omgång 3
| Brottare 1                 | Poäng  | Brottare 2             |
| -------------------------- | ------ | ---------------------- |
| Remigijus Šukevičius (LTU) | 5 - 6  | Sarkis Elgkian (GRE)   |
| Armando Fernández (MEX)    | 0 - 12 | Kenkichi Nishimi (JPN) |
| Vilayet Agayev (AZE)       | 7 - 2  | Aghasi Manukyan (ARM)  |
| Marian Sandu (ROU)         | 0 - 7  | Luis Sarmiento (CUB)   |
| Park Chi-Ho (KOR)          | 2 - 9  | Aigars Jansons (LAT)   |

#### Omgång 4
| Brottare 1           | Poäng | Brottare 2             |
| -------------------- | ----- | ---------------------- |
| Sarkis Elgkian (GRE) | 4 - 2 | Kenkichi Nishimi (JPN) |
| Vilayet Agayev (AZE) | 0 - 1 | Luis Sarmiento (CUB)   |
| Aigars Jansons (LAT) | 4 - 9 | Ruslan Khakymov (UKR)  |

#### Omgång 5
| Brottare 1            | Poäng | Brottare 2           |
| --------------------- | ----- | -------------------- |
| Sarkis Elgkian (GRE)  | 2 - 4 | Luis Sarmiento (CUB) |
| Ruslan Khakymov (UKR) |       | Bye                  |

#### Omgång 6
| Brottare 1           | Poäng | Brottare 2            |
| -------------------- | ----- | --------------------- |
| Rifat Yildiz (GER)   | 2 - 3 | Ruslan Khakymov (UKR) |
| Luis Sarmiento (CUB) | 2 - 8 | Sheng Zetian (CHN)    |

#### Bronsmatch
| Brottare 1            | Poäng | Brottare 2         |
| --------------------- | ----- | ------------------ |
| Ruslan Khakymov (UKR) | 0 - 4 | Sheng Zetian (CHN) |